# André Ralainasolo
André Ralainasolo (ur. 11 czerwca 1947) – madagaskarski lekkoatleta, sprinter.
Brał udział w igrzyskach olimpijskich w 1972 (Monachium), na których startował tylko w eliminacjach sztafety 4 × 100 metrów. Sztafeta w składzie: André Ralainasolo, Jean-Louis Ravelomanantsoa, Alfred Rabenja i Henri Rafaralahy, zajęła w swoim biegu eliminacyjnym przedostatnie, szóste miejsce z czasem 40,58. Był to 19. wynik eliminacji (startowało 27 sztafet). W czasie trwania igrzysk miał około 172 cm wzrostu i 65 kg wagi.
Rekord życiowy w biegu na 100 metrów: 10,5 s (1972).